# TrackMania
TrackMania è un videogioco di genere automobilistico realizzato da Nadeo nel 2003 per Windows e distribuito in Italia da Koch Media nel 2004. Il gioco diede inizio alla serie di TrackMania con numerosi seguiti.

## Modalità di gioco
Si può gareggiare in due modalità:
- Solo: L'obiettivo è correre contro i fantasmi bronzo, argento e oro in piste composte da una serie di ostacoli da superare.

Nella modalità "Solo" c'è anche la possibilità di affrontare amici o record mondiali, tutto ciò avviene pagando con la valuta di trackmania, i "Coppers", una corsa in modalità ufficiale - con corsa si intende o un giro su una mappa da punto A a punto B oppure se la mappa è a giri si intende i giri prestabiliti come "Sessione di gara" - che permette di registrare i propri record online in classifiche dai tempi più alti ai tempi più bassi, scalando le classifiche cambi dalla regione, allo stato e poi a livello mondiale. Per fare un esempio, se io sono veneto e arrivo primo in veneto, poi il mio tempo verrà contato come tempo anche italiano e non solo veneto, in qualsiasi caso sarete contati a livello Mondiale, Statale e Regionale, la differenza risiede semplicemente nel fatto che la vostra classifica sarà 1 principalmente in base alle vostre abilità e tempi. In Trackmania Nations Forever non ci sono i "Coppers", quindi si può usufruire di tutte le cose prima descritte solo in Trackmania United Forever.
- Multiplayer: permette di giocare on-line con altre persone sia nei circuiti del gioco che in tracciati creati con l'editor.

La modalità multiplayer ha incontrato un enorme successo, anche grazie alla distribuzione gratuita della versione Trackmania Nations ESWC, che ha contribuito ad una grande diffusione del gioco, in quanto pubblicizzava l'avvento degli ESWC, un torneo a livello mondiale caratterizzato da diverse tappe e qualifiche prima nella propria nazione, poi all'estero. Il montepremi, indicato all'esterno della scatola del gioco, o sul sito, era di 40.000$. In seguito è stato integrato in Trackmania United una versione che includeva gli ambienti di Trackmania: Original, Sunrise e Nations ESWC. Infine, il penultimo capitolo della saga di Trackmania conteneva 7 ambienti differenti: Desert, Snow, Island, Coast, Bay, Stadium e Rally.
La particolarità di questo videogioco risiede nella possibilità di realizzare e condividere in internet tracciati sfruttando un editor messo a disposizione dagli sviluppatori, aumentando così la longevità del titolo. Il videogioco è caratterizzato da varie modalità di gioco:
- Corsa: classica gara contro altri avversari.
- Survival: gara ad eliminazione in cui, alla fine di ogni tracciato, l'ultimo arrivato viene eliminato.
- Puzzle: consiste nell'usare un limitato set di pezzi nell'editor dei tracciati per costruire un percorso che colleghi una partenza, un arrivo ed eventuali checkpoint per poi percorrerlo entro un dato tempo limite.

## Accoglienza
| Testata                            | Giudizio |
| ---------------------------------- | -------- |
| GameRankings (media al 30-01-2020) | 74%      |
| Metacritic (media al 30-01-2020)   | 74/100   |

Il gioco ha ricevuto un'accoglienza positiva.